# Golgota Basarabiei
Golgota Basarabiei este un film documentar moldovenesc în limba română din 2010 produs de Moldova Film, în regia lui Ion Chistruga și Alina Ciutac.
Filmul „Golgota Basarabiei” prezintă ororile regimului comunist din Uniunea Sovietică ca urmare a desecretizării arhivelor KGB-ului.